# Centre national pour les droits civiques et humains
Le Centre national pour les droits civiques et humains (National Center for Civil and Human Rights) est un musée créé en 2014 à Atlanta (Géorgie) pour célébrer le mouvement des droits civiques aux États-Unis.
Le musée contient des attractions culturelles interactives montrant les relations entre les droits civiques et les mouvements mondiaux des droits humains de nos jours.

## Mission
La mission du Centre National pour les Droits civiques et humains est d'inciter les gens à prendre personnellement la protection de tous les droits humains. En partageant des histoires de courage et de lutte à travers le monde, le Centre encourage les visiteurs à mieux comprendre le rôle qu'ils jouent dans la protection des droits de tous.
Le Centre national pour les droits civiques et humains exploite l'histoire des droits civiques à Atlanta pour renforcer le mouvement mondial pour les droits de l'homme. Atlanta a joué un rôle phare dans le mouvement américain des droits civiques. En exploitant l'héritage d'Atlanta et en galvanisant les communautés d'entreprises, religieuses, publiques et universitaires, le Centre est l'endroit idéal pour réfléchir au passé, transformer le présent et inspirer l'avenir.

## Histoire
Le centre a été initialement imaginé par l'activiste Evelyn G. Lowery (en), la femme de Joseph Lowery et Juanita Abernathy, la veuve de Ralph Abernathy, avec l'ancien maire Andrew Young et le député John Lewis, qui avaient tous pris part au mouvement afro-américain des droits civiques durant les années 1960. En 2001, les Lowery rencontrèrent la maire d'Atlanta, Shirley Franklin, qui apprécia l'idée d'un musée célébrant l'histoire des droits civiques à Atlanta mais, du fait de sujets plus urgents à traiter avec les finances de la ville, ne put alors offrir plus<. Le groupe se réunit à nouveau en 2005, à un moment où Shirley Franklin put vraiment engager la ville, et le Centre pour les Droits civiques et les Droits de l'homme fut fondé en 2007, en parallèle des premiers efforts de récolte de fonds.
En 2009, cinq architectes ont fait des propositions, et celle de Philip Freelon (en) fut retenue. La construction du bâtiment de 8 400 m2 devait commencer en 2010. Le terrain de 1 ha pour le centre fut donné par The Coca-Cola Company ; il est situé à Pemberton Place, près de trois attractions touristiques importantes : le parc du Centenaire, l'aquarium de Géorgie et le World of Coca-Cola.
La construction fut retardée à cause de la récession, et les plans modifiés pour diminuer les espaces inutilisés et effectuer la construction en trois phases.
Le 27 juin 2012, les travaux débutèrent. Le musée fut construit par Gude Management Group, Cousins Properties, H.J. Russell & Company, C.D. Moody Construction Center, et Holder Construction Company. Toutes les expositions ont été créées et décorées par David Rockwell, Jill Savitt, et George C. Wolfe. Finalement, le musée a ouvert au public le 23 juin 2014.
Le 30 janvier 2019, le Centre a nommé Jill Savitt directrice générale. Elle remplace Brian Tolleson, qui était directeur général par intérim et reste au conseil du Centre.

## Collections

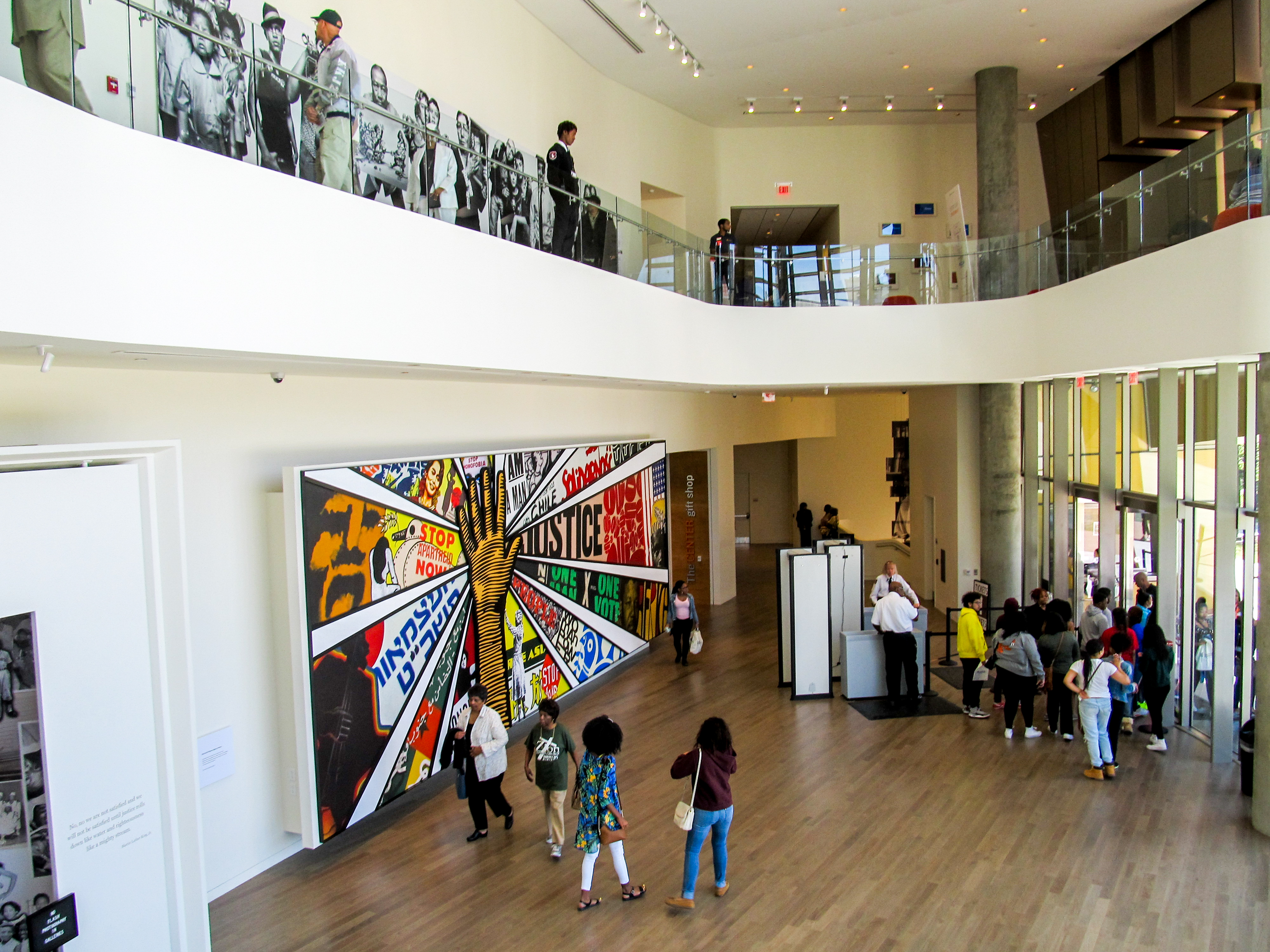
Hall principal.

Les collections permanentes et expositions temporaires montrent d'une part l'histoire du mouvement des droits civiques aux États-Unis, et d'autre part la relation entre cette histoire et les luttes plus contemporaines pour les droits de l'homme, dans le monde entier. Lors de la phase de développement du musée, il a été montré d'une part que le visiteur moyen avait plus de chances de connaîtres les événements du Soudan ou du Moyen-Orient que ceux de Selma (Alabama), et d'autre part que la partie historique ne suffirait pas à faire vivrre l'institution.
Les collections permanentes comprennent trois parties.

### La voix des sans-voix: Martin Luther King Jr.
Il s'agit d'une présentation de la collection de Martin Luther King Jr. provenant du Morehouse College. Cette collection comprend 13 000 manuscrits et objets personnels provenant Martin Luther King. Elle a été achetée par le Centre pour 12 millions de dollars. La présentation narre l'histoire de Martin Luther King de sa jeunesse à son assassinat, et les conséquences de ce dernier. Elle inclut des manuscrits comme celui de sa Letter from Birmingham Jail et celui de Drum Major Instinct, un sermon qu'il fit peu de temps avant sa mort.

### S'écoulant comme l'eau: le mouvement des droits civiques aux États-Unis

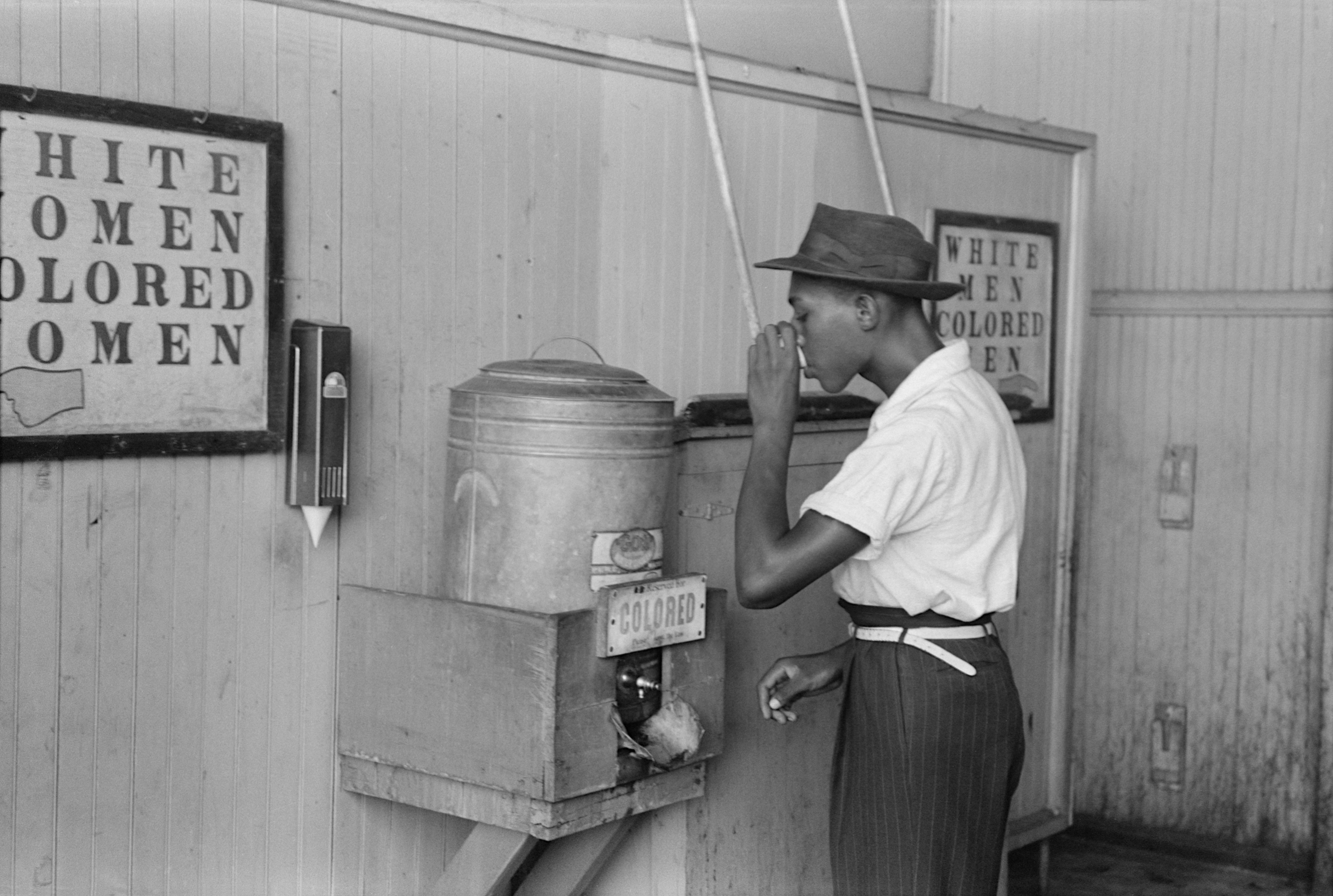
Un Afro-Américain boit à un distributeur d'eau réservé aux gens de couleur à un terminal de tramway en 1939 à Oklahoma City.

Conçue par le dramaturge George C. Wolfe, cette partie débute avec des exemples de ségrégation tels qu'incarnés par les lois Jim Crow sur la ségrégation raciale : les signes « Blanc » et « Couleur » montrent les mondes d’Atlanta distincts et inégaux en 1950. Sur un mur sont affichés les croyances des ségrégationnistes et les lois officielles de ségrégation. L’attraction principale est une simulation d’un comptoir de restaurant où l'on s’assied comme les manifestants de l'époque, et où l'on met des écouteurs qui évoquent le tumulte qu’ils ont enduré : les menaces, les insultes, et l’agression physique (les sièges vibrent).
L'exposition affirme qu'Atlanta était un cas particulier dans le Sud pour sa tolérance, notamment grâce à la force des institutions noires (Spelman et Morehouse College) et à l'un des premiers et plus influents journaux noirs, l’Atlanta Daily World (en). L'exposition se termine par une présentation de martyrs connus et inconnus du mouvement : Lamar Smith, Clarence Triggs, et par la mort de Martin Luther King Jr.

### L’étincelle de conviction: le mouvement global des Droits de l'Homme
Cette partie du musée qui, contrairement aux autres, n'est pas linéaire, expose les luttes pour les droits de l'homme dans le monde. L’exposition utilise des technologies interactives pour aider à mieux comprendre les droits de l'homme et leurs effets sur la vie de tous. Il y a des déclarations vidéo de personnes dont les droits ont été violés : une lesbienne du Nicaragua, un blogueur iranien, un fermier blanc du Zimbabwe. Il y a un mur de dictateurs meurtriers de masse : Hitler, Staline, Mao, Idi Amin Dada, Pol Pot, Pinochet. Il y a des portraits de personnes qui ont entrepris des combats pour les droits des personnes handicapées, les droits des immigrés, la défense des personnes vivant avec le VIH ou le sida, et les droits des homosexuels. Cette exposition nous met au défi d'identifier notre « empreinte éthique », en particulier avec Who Like Me, qui permet aux visiteurs de se définir à l'aide d'un de leurs traits particuliers (religion, genre...) ; une fois celui-ci défini, les visiteurs sont présentés comme étant des personnes persécutées pour ce trait dans leur pays.

## Réception
Au début de 2014, le New York Times affirma que le Centre était une des meilleures raisons pour visiter Atlanta in 2014, avec le tramway qui allait être inauguré, et quelques autres nouveautés. Dans une évaluation plus complète du Centre, en juin 2014, Edward Rothstein du New York Times qualifia le musée d'« imposant ». Rothstein loua la conception de la présentation des droits civiques, la qualifiant de « très bien exécutée » et de « source première de l'attractivité du Centre ». Rothstein qualifia cependant certains des composants de la présentation sur les droits de l'homme d’« arbitraires », et « nous laissant avec plus de questions que de compréhension ».